# Calau de Ruaha
El calau de Ruaha (Tockus ruahae) és una espècie d'ocell de la família dels buceròtids (Bucerotidae) que habita les sabanes àrides de Tanzània central. Va ser separada de Tockus erythrorhynchus arran els treballs de Kemp et Delport 2002